# Tristram Stuart

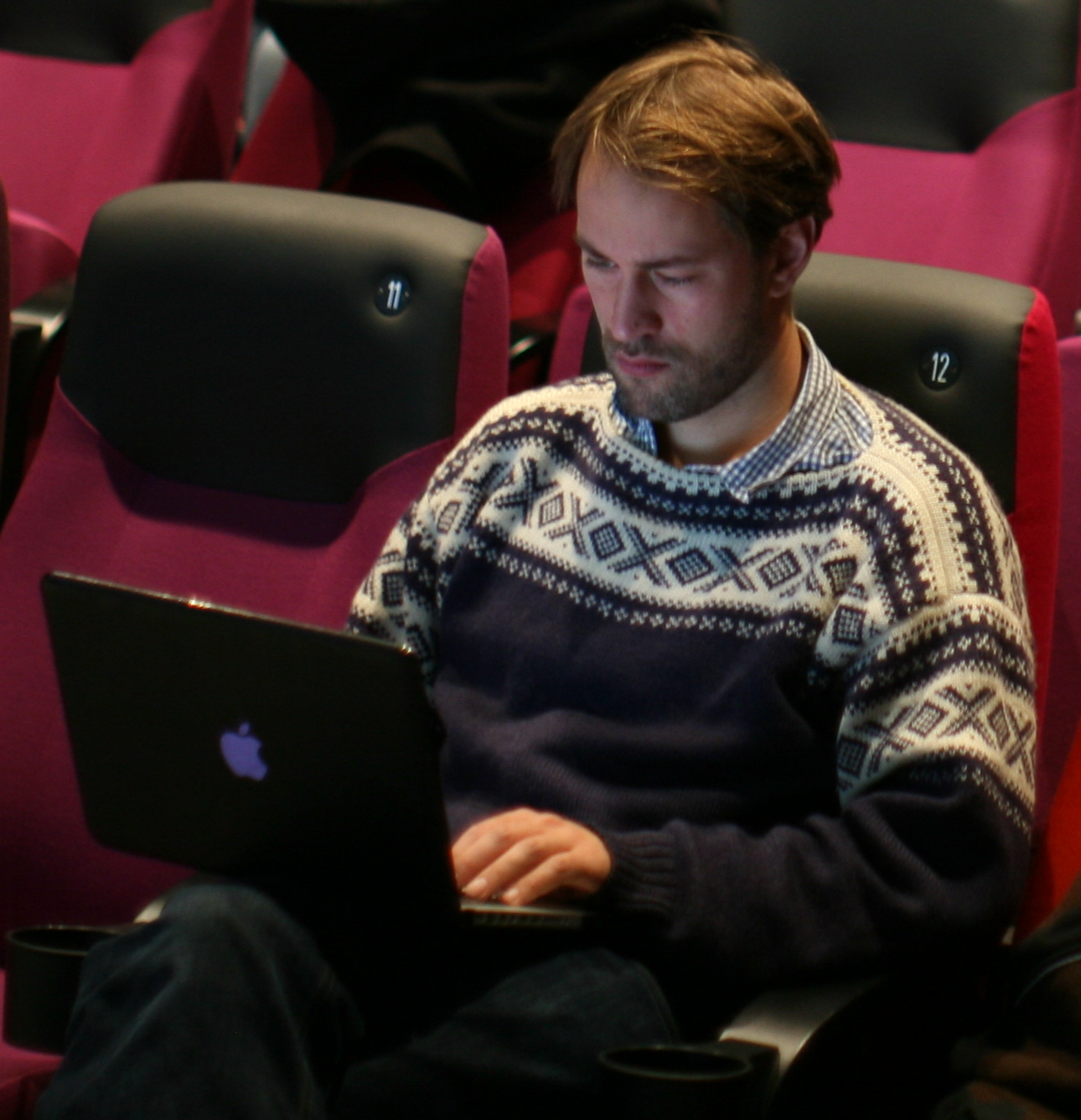
Tristram Stuart (2012)

Tristram Stuart (Londres, 1977) es un autor e historiador inglés. Se graduó en Cambridge el año 1999 y ganó los premios Betha Wolferstan Rylands y Graham Storey.
Es el autor del libro Despilfarro: el escándalo global de la comida (Waste: Uncovering the Global Food Scandal) que ha sido traducido a varios idiomas. Es un colaborador habitual en periódicos, radio y televisión de Gran Bretaña, Estados Unidos y Europa sobre temas de comida, medio ambiente y freegan.
En diciembre de 2009 organizó un acto en la plaza Trafalgar Square de Londres conocido como el "Feeding the 5000" con el que quería despertar la conciencia para reducir el derroche de comida. Para ello se repartieron gratuitamente a 5.000 personas curry, batidos y comida fresca que de otra forma se habrían tirado a la basura. Este acto se repitió por toda Gran Bretaña y Europa y volverá a Londres el 18 de noviembre de 2011.
- Datos: Q2451241
- Multimedia: Tristram Stuart / Q2451241